# 马勒 (奥恩省)
马勒（法語：Mâle，法語發音：[mal] ⓘ）是法国奥恩省的一个旧市镇，属于莫尔塔涅欧佩什区。2016年，马勒与临近的5个市镇合并为新市镇瓦勒欧佩什。

## 地理
马勒（48°16'16"N, 0°44'20"E）面积21.9 平方千米，位于法国诺曼底大区奧恩省，该省份为法国西北部内陆省份，北起顺时针与卡爾瓦多斯省、厄尔省、厄尔-卢瓦省、萨尔特省、马耶讷省和芒什省接壤。
与马勒接壤的市镇（或旧市镇、城区）包括：埃尔河畔圣伊莱尔、莱塞蒂约、诺让勒罗特鲁、苏昂塞欧佩什、瑟通、拉鲁日、瓦勒欧佩什。

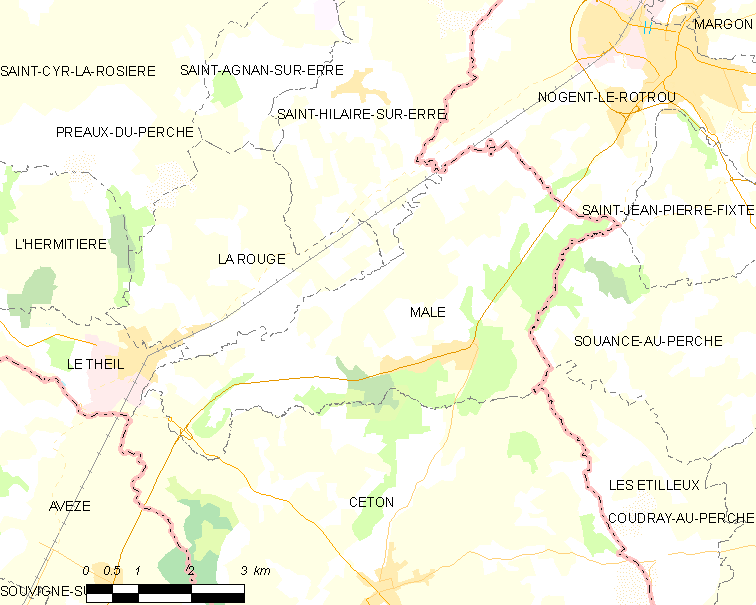
的OSM定位图

马勒的时区为UTC+01:00、UTC+02:00（夏令时）。

## 行政
马勒的邮政编码为61260，INSEE市镇编码为61246。

## 政治
马勒所属的省级选区为瑟通县。

## 人口

1962-2008年间人口变化图示

马勒于2018年1月1日时的人口数量为691人。